# Liste der größten Steinkugeln
Diese Liste der größten Steinkugeln enthält aus Naturstein gefertigte Steinkugeln über 1,50 Meter Durchmesser. Die Kugeln sind aus einem Stück oder aus mehreren Einzelteilen und wurden entweder handwerklich oder mit Steinbearbeitungsmaschinen hergestellt.
| Durchmesser | Bemerkung | Baujahr   | Bild                                     |
| ----------- | --- | --------- | ---------------------------------------- |
| 3,00 m      | Der aus 15 Steinstücken bestehende Große Globus (englisch „Great Globe“) von Swanage in Südengland zählt zu den größten Steinkugeln der Welt, die aus Kalkstein hergestellt wurden. Die Kalkstein-Kugel wiegt etwa 40 Tonnen. (Position) | 1887      |                                          |
| 3,00 m      | Auf dem Piazzale del Foro Italico in Rom am Sphärenbrunnen befindet sich der weltgrößte aus einem Stück Naturstein hergestellte Globus aus Carrara-Marmor. Die Kugel aus Marmor wiegt 37 Tonnen. (Position) | 1937      |                                          |
| 2,75 m      | Eine auf Wasser gleitende Steinkugel mit dem typischen Muster eines Fußballs (Position) befindet sich vor der Donbass Arena in Donezk, Ukraine. Er ist der weltgrößte auf einem Wasserfilm gleitende Steinfußball. Er wiegt 28 Tonnen. Der Fußball ist aus mehreren schwarzen und hellen Steinteilen aus Hartgestein zusammengesetzt. | 2009      |                                          |
| 2,65 m      | In Richmond im US-Bundesstaat Virginia befinden sich vor dem Science Museum of Virginia zwei Skulpturen „Erde und Mond“, die auf einem Wasserfilm gleiten (Position). Davon ist die so genannte „Grand Kugel“ ein großer Globus aus Impala. Es handelt sich um einen Norit, ein gabbroähnliches Gestein. Diese Steinkugel wiegt 26,3 Tonnen. | 2003      |                                          |
| 2,60 m      | Im sogenannten „Türkentor“, dem einzigen Rest der Münchner Prinz-Arnulf-Kaserne (auch „Türkenkaserne“ genannt) wird seit Oktober 2010 die „Large Red Sphere“ des Künstlers Walter de Maria ausgestellt. Diese 25 Tonnen schwere Granitkugel misst im Durchmesser 2,60 m. | 2002      |                                          |
| unbekannt   | Vor dem Toyota-Stadion in der japanischen Stadt Toyota ist ein auf Wasser gleitender Fußball aufgestellt (Position), der anlässlich der Fußball-Weltmeisterschaft 2002 aufgebaut wurde und aus zwei Hartgesteins-Gesteinstypen und mehreren Einzelteilen zusammengesetzt ist. | 2002      | Bild gesucht BW                          |
| 2,40 m      | Etwa 300 historische Steinkugeln in Costa Rica aus Gabbro, Sandstein und Muschelkalk sind bisher bekannt. Die Größe der massiven Kugeln reicht von einigen 10 Zentimetern bis zu 2,40 m. Das Alter der Steinkugeln und ihr Zweck sind nicht exakt bekannt. (Position) | unbekannt |                                          |
| 2,008 m     | Vor dem EM-Stadion Wals-Siezenheim bei Salzburg, anlässlich der Fußball-Europameisterschaft 2008, wurde ein Stein-Fußball aus Hartgestein aufgestellt, der aus 32 Steinteilen zusammengesetzt ist. Er wurde aus 20 sechseckigen Teilen aus hellem französischen Tarn-Granit und 12 fünfeckigen Teilen aus dunklem Impala aus Südafrika hergestellt. Der österreichische Steinfußball ist innen hohl und wiegt 2,4 Tonnen. Er ruht auf einem Sockel aus Untersberger Marmor.     | 2008      |                                          |
| 2,00 m      | In München am Nordeingang der Neuen Messe München befindet sich ein auf Wasser gleitender Stein-Fußball im so genannten WM-Brunnen aus Impala, der aus einem Steinblock geformt wurde. Das Wasserbecken besteht aus Tittlinger Granit. Der WM-Brunnen wurde anlässlich der Fußball-Weltmeisterschaft 2006 aufgestellt. Die Kugel des WM-Brunnens wiegt 11,3 Tonnen.(Position)                                                                                                   | 2006      |                                          |
| 2,00 m      | Im so genannten Kugelbrunnen vor dem Firmengebäude der Kusser Granitwerke in Aicha vorm Wald in Niederbayern befindet sich eine auf einem Wasserfilm gleitende Steinkugel aus einem Gneis, vermutlich Paradiso (~ Position). Diese Steinkugel wurde aus einem Rohblock geformt. | unbekannt |                                          |
| 1,80 m      | Die auf Wasser gleitende Weltkugel World War II Memorial aus einem Mikrogabbro des „SSY-Materials“ befindet sich in Nashville in Tennessee im Bicentennial Mall State Park (Position). Die helle Brunnenschale ist aus Tittlinger-Granit. Die Kugel mit eingravierter Weltkarte bewegt sich mit einer Neigung der Rotationsachse der Erde zwischen Nord- und Südpol von ca. 23° zum Vertikalen.                                                                                 | 1996      | World War II Memorial, Bicentennial Mall |
| ca. 1,80 m  | Der Kugelbrunnen in Opava steht auf dem Oberring (Horní náměstí) vor dem Schlesischen Theater. Seine Kugel symbolisiert die Sonne. Mit anderen Gestaltungselementen der Brunnenanlage sollen die kosmischen Größenverhältnisse des Sonnensystems verdeutlicht werden. Der tschechische Architekt Ivo Klimeš schuf den Entwurf zu diesen Brunnen. Die Kugel wurde in den Werkstätten der Steinmetzschule Hořice aus dem kreidezeitlichen Sandstein von Podhorní Újezd gefertigt. | 1971–1972 |                                          |
| 1,80 m      | Steinfußball aus Granit, den der Fußballverein Borussia Mönchengladbach zum 110-jährigen Bestehen im Mönchengladbacher Stadtteil Eicken in der Eickener Straße/Thüringer Straße am 23. April 2010 aufstellte, dem Ort der Vereinsgründung (Position). Der Steinfußball wiegt etwa 10 Tonnen. | 2010      |                                          |
| 1,70 m      | Eine sieben Tonnen schwere gleitende Steinkugel befindet sich vor den Steinwelten im Granitzentrum Bayerischer Wald in Hauzenberg (Position). | unbekannt |                                          |
| 1,50 m      | Mahnmal in London für den Anschlag von Bali vom 12. Oktober 2002 bei dem 202 Menschen aus 21 Ländern getötet wurden. In die Granitkugel sind Tauben eingraviert. Die Namen der Toten sind auf einer Wand aus Portland-Kalkstein hinter der Kugel angebracht. Das Mahnmal befindet sich in der Nähe des Cabinet War Rooms. | 2006      |                                          |